# Tênis de mesa nos Jogos Olímpicos de Verão de 2012 - Equipes femininas
A disputa por equipes femininas do tênis de mesa nos Jogos Olímpicos de Verão de 2012 foi realizada entre os dias 3 e 7 de agosto no ExCeL, em Londres.

## Medalhistas
|  | CHN China                    |  | JPN Japão                                 |  | SIN Singapura                     |
|  | Ding Ning Guo Yue Li Xiaoxia |  | Ai Fukuhara Sayaka Hirano Kasumi Ishikawa |  | Feng Tianwei Li Jiawei Wang Yuegu |

## Calendário
| Data        | Hora  | Fase                |
| ----------- | ----- | ------------------- |
| 3 de agosto | 10:00 | Primeira fase       |
| 4 de agosto | 14:30 | Quartas de final    |
| 5 de agosto | 19:00 | Semifinais          |
| 6 de agosto | 10:00 | Semifinais          |
| 7 de agosto | 11:00 | Disputa pelo bronze |
| 7 de agosto | 15:30 | Final               |

## Cabeças de chave
O chaveamento das equipes foi realizado de acordo com o ranking individual dos atletas.
| Pos. | Euipe               | Atletas (ranking mundial em 4 de julho) | Atletas (ranking mundial em 4 de julho) | Atletas (ranking mundial em 4 de julho)                                               |
| ---- | ------------------- | --------------------------------------- | --------------------------------------- | ------------------------------------------------------------------------------------- |
| 1    | CHN China           | Ding Ning (1)                           | Li Xiaoxia (3)                          | Guo Yue (8)                                                                           |
| 2    | JPN Japão           | Kasumi Ishikawa (6)                     | Ai Fukuhara (7)                         | Sayaka Hirano (18)                                                                    |
| 3    | SIN Singapura       | Feng Tianwei (8)                        | Wang Yuegu (11)                         | Li Jiawei (15)                                                                        |
| 4    | KOR Coreia do Sul   | Kim Kyung-Ah (5)                        | Seok Ha-Jung (19)                       | Park Mi-Young (33) Dang Ye-Seo (23) (Dang substituiu Park antes das quartas de final) |
| 5    | HKG Hong Kong       | Tie Ya Na (10)                          | Jiang Huajun (20)                       | Lee Ho Ching (85)                                                                     |
| 6    | GER Alemanha        | Wu Jiaduo (16)                          | Irene Ivancan (37)                      | Kristin Silbereisen (47)                                                              |
| 7    | NED Países Baixos   | Li Jiao (20)                            | Li Jie (28)                             | Elena Timina (135)                                                                    |
| 8    | PRK Coreia do Norte | Ri Myong-Sun (34)                       | Kim Jong (53)                           | Ri Mi-Gyong (63)                                                                      |
| 9    | AUT Áustria         | Liu Jia (45)                            | Li Qiangbing (64)                       | Amelie Solja (90)                                                                     |
| 10   | ESP Espanha         | Shen Yanfei (17)                        | Sara Ramírez (83)                       | Galia Dvorak (114)                                                                    |
| 11   | POL Polônia         | Li Qian (30)                            | Natalia Partyka (68)                    | Katarzyna Grzybowska (117)                                                            |
| 12   | USA Estados Unidos  | Ariel Hsing (115)                       | Lily Zhang (139)                        | Erica Wu (448)                                                                        |
| 13   | GBR Grã-Bretanha    | Joanna Parker (119)                     | Na Liu (153)                            | Kelly Sibley (177)                                                                    |
| 14   | AUS Austrália       | Lay Jian Fang (130)                     | Miao Miao (199)                         | Vivian Tan (243)                                                                      |
| 15   | BRA Brasil          | Caroline Kumahara (192)                 | Lígia Silva (228)                       | Gui Lin (255)                                                                         |
| 16   | EGY Egito           | Dina Meshref (160)                      | Nadeen El-Dawlatly (279)                | Raghd Magdy (430)                                                                     |

## Resultados
| Oitavas de final | Oitavas de final    | Oitavas de final |  |  | Quartas de final | Quartas de final    | Quartas de final |  |  | Semifinais | Semifinais        | Semifinais |  |                     | Final               | Final               | Final |
|                  |                     |                  |  |  |                  |                     |                  |  |  |            |                   |            |  |                     |                     |                     |       |
| 1                | CHN China           | 3                |  |  |                  |                     |                  |  |  |            |                   |            |  |                     |                     |                     |       |
| 10               | ESP Espanha         | 0                |  |  | 1                | CHN China           | 3                |  |  |            |                   |            |  |                     |                     |                     |       |
| 16               | EGY Egito           | 0                |  |  | 7                | NED Países Baixos   | 0                |  |  |            |                   |            |  |                     |                     |                     |       |
| 7                | NED Países Baixos   | 3                |  |  |                  |                     |                  |  |  | 1          | CHN China         | 3          |  |                     |                     |                     |       |
| 5                | HKG Hong Kong       | 3                |  |  |                  |                     |                  |  |  | 4          | KOR Coreia do Sul | 0          |  |                     |                     |                     |       |
| 9                | AUT Áustria         | 1                |  |  | 5                | HKG Hong Kong       | 0                |  |  |            |                   |            |  |                     |                     |                     |       |
| 15               | BRA Brasil          | 0                |  |  | 4                | KOR Coreia do Sul   | 3                |  |  |            |                   |            |  |                     |                     |                     |       |
| 4                | KOR Coreia do Sul   | 3                |  |  |                  |                     |                  |  |  |            |                   |            |  |                     | 1                   | CHN China           | 3     |
| 3                | SIN Singapura       | 3                |  |  |                  |                     |                  |  |  |            |                   |            |  |                     | 2                   | JPN Japão           | 0     |
| 11               | POL Polônia         | 1                |  |  | 3                | SIN Singapura       | 3                |  |  |            |                   |            |  |                     |                     |                     |       |
| 13               | GBR Grã-Bretanha    | 0                |  |  | 8                | PRK Coreia do Norte | 0                |  |  |            |                   |            |  |                     |                     |                     |       |
| 8                | PRK Coreia do Norte | 3                |  |  |                  |                     |                  |  |  | 3          | SIN Singapura     | 0          |  |                     |                     |                     |       |
| 6                | GER Alemanha        | 3                |  |  |                  |                     |                  |  |  | 2          | JPN Japão         | 3          |  |                     |                     |                     |       |
| 14               | AUS Austrália       | 0                |  |  | 6                | GER Alemanha        | 0                |  |  |            |                   |            |  | Disputa pelo bronze | Disputa pelo bronze | Disputa pelo bronze |       |
| 12               | USA Estados Unidos  | 0                |  |  | 2                | JPN Japão           | 3                |  |  |            |                   |            |  |                     | 4                   | KOR Coreia do Sul   | 0     |
| 2                | JPN Japão           | 3                |  |  |                  |                     |                  |  |  |            |                   |            |  |                     | 3                   | SIN Singapura       | 3     |

### Oitavas de final
| 3 de agosto 10:00 Relatório | China CHN | 3 – 0 | ESP Espanha |  |

|                        | Partidas individuais   |       |                             |                        |
| Li Xiaoxia             | Li Xiaoxia             | 3 – 0 | Shen Yanfei                 | 11–4, 11–7, 14–12      |
| Guo Yue                | Guo Yue                | 3 – 1 | Sara Ramírez                | 11–9, 8–11, 11–5, 11–8 |
| Ding Ning / Li Xiaoxia | Ding Ning / Li Xiaoxia | 3 – 0 | Galia Dvorak / Sara Ramírez | 11–7, 11–5, 11–8       |
|                        |                        |       |                             |                        |
|                        |                        |       |                             |                        |

| 3 de agosto 10:00 Relatório | Brasil BRA | 0 – 3 | KOR Coreia do Sul |  |

|                       | Partidas individuais  |       |                              |                  |
| Caroline Kumahara     | Caroline Kumahara     | 0 – 3 | Kim Kyung-Ah                 | 2–11, 3–11, 6–11 |
| Gui Lin               | Gui Lin               | 0 – 3 | Seok Ha-Jung                 | 8–11, 5–11, 8–11 |
| Lígia Silva / Gui Lin | Lígia Silva / Gui Lin | 0 – 3 | Park Mi-Young / Kim Kyung-Ah | 5–11, 5–11, 6–11 |
|                       |                       |       |                              |                  |
|                       |                       |       |                              |                  |

| 3 de agosto 10:00 Relatório | Singapura SIN | 3 – 1 | POL Polônia |  |

|                        | Partidas individuais   |       |                                        |                               |
| Feng Tianwei           | Feng Tianwei           | 2 – 3 | Li Qian                                | 8–11, 15–13, 11–9, 9–11, 8–11 |
| Wang Yuegu             | Wang Yuegu             | 3 – 0 | Natalia Partyka                        | 11–6, 11–9, 11–6              |
| Li Jiawei / Wang Yuegu | Li Jiawei / Wang Yuegu | 3 – 0 | Katarzyna Grzybowska / Natalia Partyka | 11–7, 11–6, 11–9              |
| Feng Tianwei           | Feng Tianwei           | 3 – 0 | Katarzyna Grzybowska                   | 11–8, 11–6, 11–6              |
|                        |                        |       |                                        |                               |

| 3 de agosto 10:00 Relatório | Estados Unidos USA | 0 – 3 | JPN Japão |  |

|                       | Partidas individuais  |       |                               |                  |
| Ariel Hsing           | Ariel Hsing           | 0 – 3 | Ai Fukuhara                   | 4–11, 7–11, 7–11 |
| Lily Zhang            | Lily Zhang            | 0 – 3 | Sayaka Hirano                 | 9–11, 5–11, 3–11 |
| Lily Zhang / Erica Wu | Lily Zhang / Erica Wu | 0 – 3 | Kasumi Ishikawa / Ai Fukuhara | 7–11, 7–11, 3–11 |
|                       |                       |       |                               |                  |
|                       |                       |       |                               |                  |

| 3 de agosto 14:30 Relatório | Egito EGY | 0 – 3 | NED Países Baixos |  |

|                             | Partidas individuais        |       |                       |                  |
| Nadeen El-Dawlatly          | Nadeen El-Dawlatly          | 0 – 3 | Li Jiao               | 6–11, 4–11, 4–11 |
| Dina Meshref                | Dina Meshref                | 0 – 3 | Li Jie                | 5–11, 5–11, 2–11 |
| Raghad Magdy / Dina Meshref | Raghad Magdy / Dina Meshref | 0 – 3 | Elena Timina / Li Jie | 4–11, 7–11, 2–11 |
|                             |                             |       |                       |                  |
|                             |                             |       |                       |                  |

| 3 de agosto 14:30 Relatório | Hong Kong HKG | 3 – 1 | AUT Áustria |  |

|                          | Partidas individuais     |       |                             |                               |
| Tie Ya Na                | Tie Ya Na                | 3 – 2 | Liu Jia                     | 7–11, 11–7, 4–11, 11–6, 15–13 |
| Jiang Huajun             | Jiang Huajun             | 0 – 3 | Amelie Solja                | 4–11, 8–11, 11–13             |
| Lee Ho Ching / Tie Ya Na | Lee Ho Ching / Tie Ya Na | 3 – 0 | Li Qiangbing / Amelie Solja | 11–9, 14–12, 11–2             |
| Jiang Huajun             | Jiang Huajun             | 3 – 0 | Li Qiangbing                | 11–6, 11–8, 11–6              |
|                          |                          |       |                             |                               |

| 3 de agosto 14:30 Relatório | Grã-Bretanha GBR | 0 – 3 | PRK Coreia do Norte |  |

|                              | Partidas individuais         |       |                        |                        |
| Joanna Parker                | Joanna Parker                | 1 – 3 | Ri Myong-Sun           | 8–11, 11–8, 8–11, 4–11 |
| Na Liu                       | Na Liu                       | 0 – 3 | Kim Jong               | 8–11, 9–11, 7–11       |
| Kelly Sibley / Joanna Parker | Kelly Sibley / Joanna Parker | 0 – 3 | Ri Mi-Gyong / Kim Jong | 2–11, 7–11, 3–11       |
|                              |                              |       |                        |                        |
|                              |                              |       |                        |                        |

| 3 de agosto 14:30 Relatório | Alemanha GER | 3 – 0 | AUS Austrália |  |

|                                 | Partidas individuais            |       |                        |                          |
| Irene Ivancan                   | Irene Ivancan                   | 3 – 1 | Miao Miao              | 7–11, 15–13, 11–5, 11–8  |
| Wu Jiaduo                       | Wu Jiaduo                       | 3 – 0 | Lay Jian Fang          | 11–7, 11–7, 11–7         |
| Kristin Silbereisen / Wu Jiaduo | Kristin Silbereisen / Wu Jiaduo | 3 – 1 | Vivian Tan / Miao Miao | 11–6, 9–11, 12–10, 12–10 |
|                                 |                                 |       |                        |                          |
|                                 |                                 |       |                        |                          |

### Quartas de final
| 4 de agosto 14:30 Relatório | China CHN | 3 – 0 | NED Países Baixos |  |

|                      | Partidas individuais |       |                       |                        |
| Guo Yue              | Guo Yue              | 3 – 0 | Li Jiao               | 11–9, 11–7, 14–12      |
| Ding Ning            | Ding Ning            | 3 – 1 | Li Jie                | 11–8, 11–8, 9–11, 11–7 |
| Li Xiaoxia / Guo Yue | Li Xiaoxia / Guo Yue | 3 – 0 | Elena Timina / Li Jie | 11–4, 11–8, 11–9       |
|                      |                      |       |                       |                        |
|                      |                      |       |                       |                        |

| 4 de agosto 14:30 Relatório | Alemanha GER | 0 – 3 | JPN Japão |  |

|                                 | Partidas individuais            |       |                             |                               |
| Wu Jiaduo                       | Wu Jiaduo                       | 2 – 3 | Kasumi Ishikawa             | 8–11, 11–8, 7–11, 11–6, 11–13 |
| Irene Ivancan                   | Irene Ivancan                   | 1 – 3 | Ai Fukuhara                 | 11–8, 8–11, 8–11, 7–11        |
| Kristin Silbereisen / Wu Jiaduo | Kristin Silbereisen / Wu Jiaduo | 0 – 3 | Sayaka Hirano / Ai Fukuhara | 8–11, 5–11, 7–11              |
|                                 |                                 |       |                             |                               |
|                                 |                                 |       |                             |                               |

| 4 de agosto 19:00 Relatório | Hong Kong HKG | 0 – 3 | KOR Coreia do Sul |  |

|                          | Partidas individuais     |       |                            |                                |
| Tie Ya Na                | Tie Ya Na                | 0 – 3 | Dang Ye-Seo                | 12–14, 9–11, 4–11              |
| Jiang Huajun             | Jiang Huajun             | 2 – 3 | Kim Kyung-Ah               | 4–11, 11–4, 3–11, 12–10, 10–12 |
| Lee Ho Ching / Tie Ya Na | Lee Ho Ching / Tie Ya Na | 2 – 3 | Seok Ha-Jung / Dang Ye-Seo | 9–11, 6–11, 14–12, 11–9, 9–11  |
|                          |                          |       |                            |                                |
|                          |                          |       |                            |                                |

| 4 de agosto 19:00 Relatório | Singapura SIN | 3 – 0 | PRK Coreia do Norte |  |

|                        | Partidas individuais   |       |                        |                        |
| Wang Yuegu             | Wang Yuegu             | 3 – 1 | Ri Myong-Sun           | 11–7, 11–9, 5–11, 11–5 |
| Feng Tianwei           | Feng Tianwei           | 3 – 1 | Kim Jong               | 9–11, 11–4, 11–9, 11–4 |
| Li Jiawei / Wang Yuegu | Li Jiawei / Wang Yuegu | 3 – 1 | Ri Mi-Gyong / Kim Jong | 4–11, 11–7, 11–9, 11–8 |
|                        |                        |       |                        |                        |
|                        |                        |       |                        |                        |

### Semifinal
| 5 de agosto 19:00 Relatório | Singapura SIN | 0 – 3 | JPN Japão |  |

|                        | Partidas individuais   |       |                                 |                        |
| Feng Tianwei           | Feng Tianwei           | 1 – 3 | Ai Fukuhara                     | 9–11, 6–11, 11–5, 9–11 |
| Wang Yuegu             | Wang Yuegu             | 0 – 3 | Kasumi Ishikawa                 | 5–11, 6–11, 2–11       |
| Li Jiawei / Wang Yuegu | Li Jiawei / Wang Yuegu | 0 – 3 | Sayaka Hirano / Kasumi Ishikawa | 3–11, 11–13, 4–11      |
|                        |                        |       |                                 |                        |
|                        |                        |       |                                 |                        |

| 6 de agosto 10:00 Relatório | China CHN | 3 – 0 | KOR Coreia do Sul |  |

|                      | Partidas individuais |       |                            |                    |
| Li Xiaoxia           | Li Xiaoxia           | 3 – 0 | Seok Ha-Jung               | 11–6, 11–6, 12 −10 |
| Ding Ning            | Ding Ning            | 3 – 0 | Kim Kyung-Ah               | 11–8, 11–7, 11–7   |
| Guo Yue / Li Xiaoxia | Guo Yue / Li Xiaoxia | 3 – 0 | Dang Ye-Seo / Seok Ha-Jung | 11–6, 11–5, 11–8   |
|                      |                      |       |                            |                    |
|                      |                      |       |                            |                    |

### Disputa pelo bronze
| 7 de agosto 11:00 Relatório | Coreia do Sul KOR | 0 – 3 | SIN Singapura |  |

|                            | Partidas individuais       |       |                        |                         |
| Kim Kyung-Ah               | Kim Kyung-Ah               | 1 – 3 | Feng Tianwei           | 9–11, 8–11, 11–4, 11–13 |
| Seok Ha-Jung               | Seok Ha-Jung               | 1 – 3 | Li Jiawei              | 5–11, 8–11, 11–6, 8–11  |
| Dang Ye-Seo / Seok Ha-Jung | Dang Ye-Seo / Seok Ha-Jung | 1 – 3 | Wang Yuegu / Li Jiawei | 9–11, 6–11, 11–6, 5–11  |
|                            |                            |       |                        |                         |
|                            |                            |       |                        |                         |

### Final
| 7 de agosto 15:30 Relatório | China CHN | 3 – 0 | JPN Japão |  |

|                      | Partidas individuais |       |                                 |                        |
| Li Xiaoxia           | Li Xiaoxia           | 3 – 1 | Ai Fukuhara                     | 11–6, 9–11, 11–2, 11–5 |
| Ding Ning            | Ding Ning            | 3 – 0 | Kasumi Ishikawa                 | 11–4, 12–10, 11–4      |
| Guo Yue / Li Xiaoxia | Guo Yue / Li Xiaoxia | 3 – 1 | Sayaka Hirano / Kasumi Ishikawa | 11–6, 11–3, 9–11, 11–5 |
|                      |                      |       |                                 |                        |
|                      |                      |       |                                 |                        |